# Sergey Sirotkin
Sergey Sirotkin (en russe : Серге́й Сиро́ткин), né le 27 août 1995 à Moscou, en Russie, est un pilote automobile russe. Il occupe en 2017 le poste de troisième pilote chez Renault F1 Team et fait ses débuts en tant que titulaire en Formule 1 chez Williams en 2018, avec qui il marque son premier et unique point lors du Grand Prix d'Italie 2018. Il est pilote de réserve de Renault F1 Team en 2019 et 2020.

## Biographie

### 2010-2011: début puis succès en Formule Abarth
Après quelques performances en karting entre 2008 et 2010, Sergey Sirokin débute en monoplace en 2010 en Italie, en Formule Abarth. Il prend part aux trois dernières manches de la saison au sein de l'écurie suisse Jenzer Motorsport et se classe dix-huitième du championnat avec une huitième place sur le circuit du Mugello comme meilleur résultat.
Il enchaîne l'année suivante une saison complète dans les deux championnats de la discipline ; vice-champion du championnat italien, il gagne le championnat européen avec un total de cinq victoires sur l'ensemble des deux championnats.

### 2012: débuts en Auto GP et en Formule 3

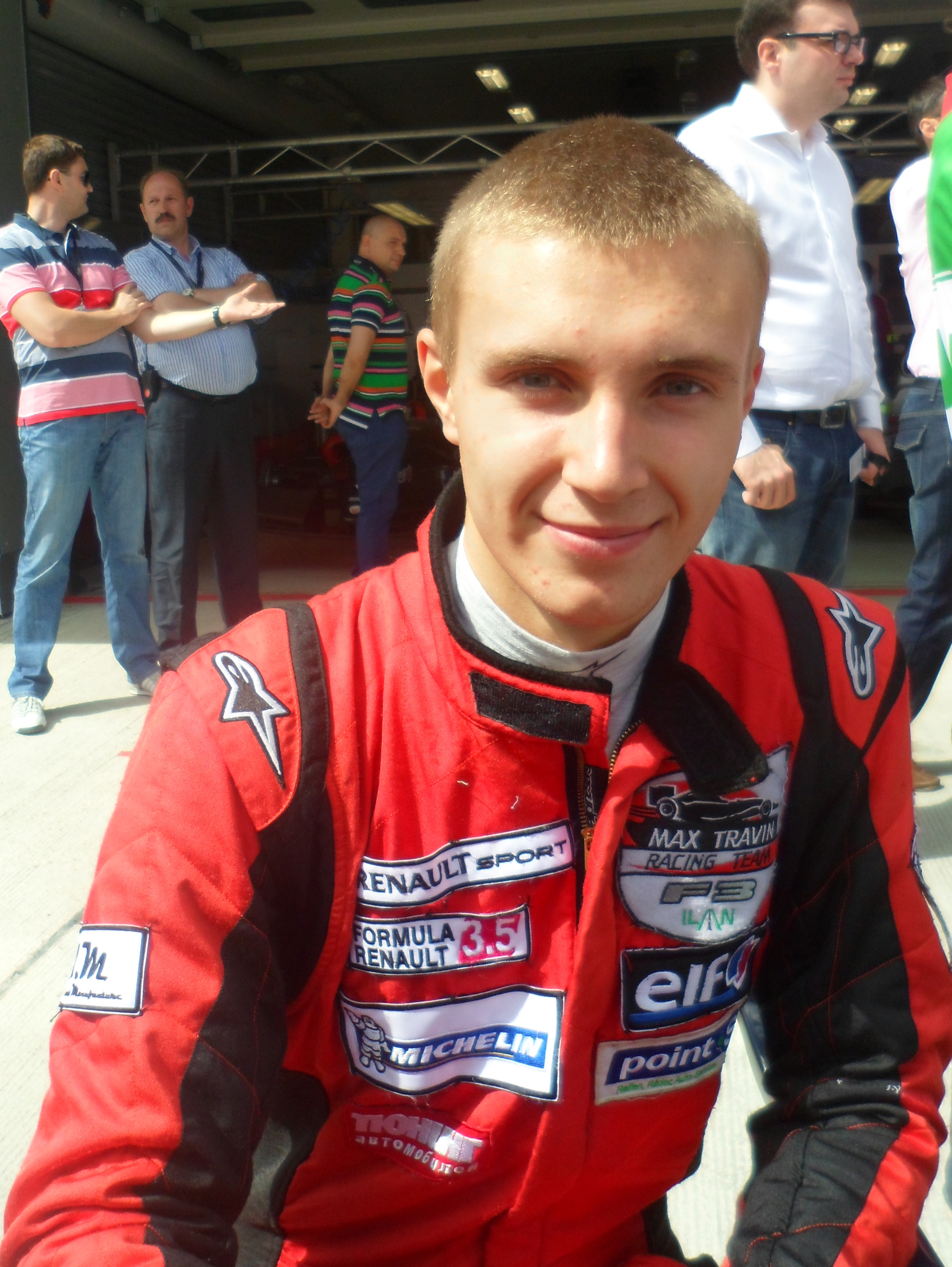
Sergey Sirotkin en 2012.

Le Russe se dirige ensuite en Auto GP où il obtient de bons résultats avec Euronova Racing. Il termine à la troisième place du classement en gagnant notamment deux courses, la première sur le circuit de Valence Ricardo Tormo et la seconde sur le Sonoma Raceway. En parallèle, il dispute le championnat d'Italie de Formule 3 et le championnat d'Europe de Formule 3. Il se classe cinquième des deux championnats, avec deux victoires, au Hungaroring et à Monza.
À seulement 17 ans, Sergey Sirotkin effectue une pige en Formule Renault 3.5 avec BVM Target sur le Moscow Raceway, où il termine loin des points.

### 2013-2014: Formule Renault 3.5 et premiers contacts avec la Formule 1

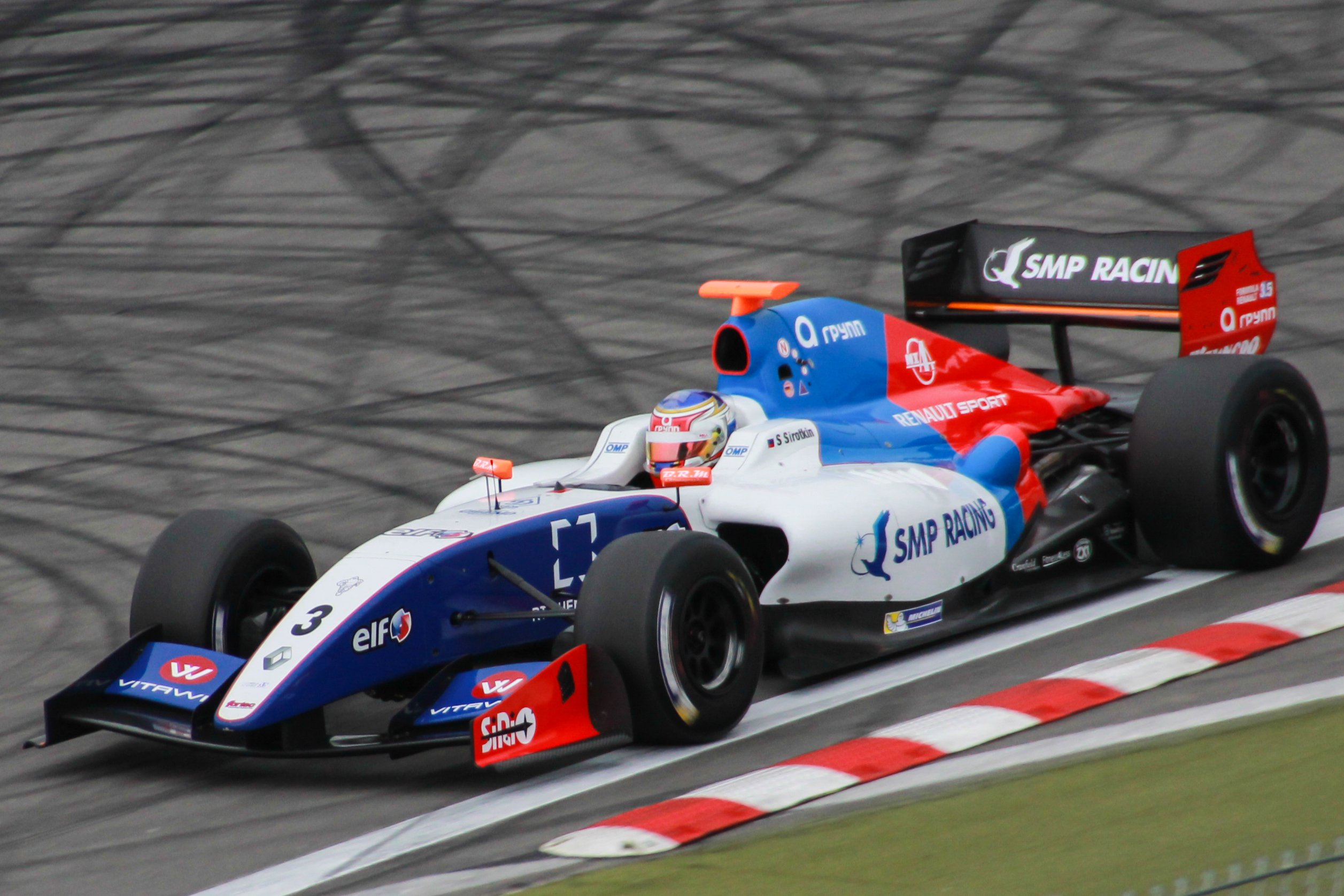
Sergey Sirotkin en Formula Renault 3.5 Series en 2014, aux couleurs de Fortec Motorsport.

En 2013, Sergey Sirotkin effectue sa première saison complète en Formule Renault 3.5 et termine neuvième du classement des pilotes, avec deux podiums obtenus à Alcañiz et sur le Red Bull Ring.
À partir du mois de juillet 2013, des rumeurs l'envoient en Formule 1 dès 2014 avec l'écurie Sauber, alors en grandes difficultés financières. Son père est un des nouveaux investisseurs potentiels de l'écurie suisse mais Monisha Kaltenborn annonce qu'il ne participera à aucune séance d'essais libres en 2013. Les accords prévus entre Sauber et les différents investisseurs russes échouent et Sirotkin ne peut prétendre à un baquet de titulaire en 2014 ; il est néanmoins nommé troisième pilote de la structure suisse tandis qu'il poursuit en Formule Renault 3.5 avec Fortec Motorsport.
Il triomphe à domicile à Moscou mais est dominé par son équipier Oliver Rowland après une série de quatre abandons consécutifs en début de saison. Il se classe cinquième du championnat et roule officiellement pour la première fois en Formule 1 devant son public à Sotchi, où il prend part à la première séance d'essais libres du vendredi matin.

### 2015-2017: animateur du GP2 Series puis essayeur chez Renault en Formule 1
Après deux saisons en Formule Renault 3.5, Sergey Sirotkin signe chez Rapax Team et rejoint le GP2 Series. Son début de saison est très compliqué puisque son compteur reste vierge après quatre courses, mais la situation se débloque à partir de Monaco où il monte pour la première fois sur le podium. Sa première victoire est obtenue à Silverstone, un circuit sur lequel il n'avait jamais roulé auparavant. Il obtient deux fois la troisième place à Budapest mais ne monte plus sur le podium en 2015. Il termine troisième du championnat, en passant devant le futur pilote Manor Racing Rio Haryanto lors de la dernière manche de l'année à Abu Dhabi.

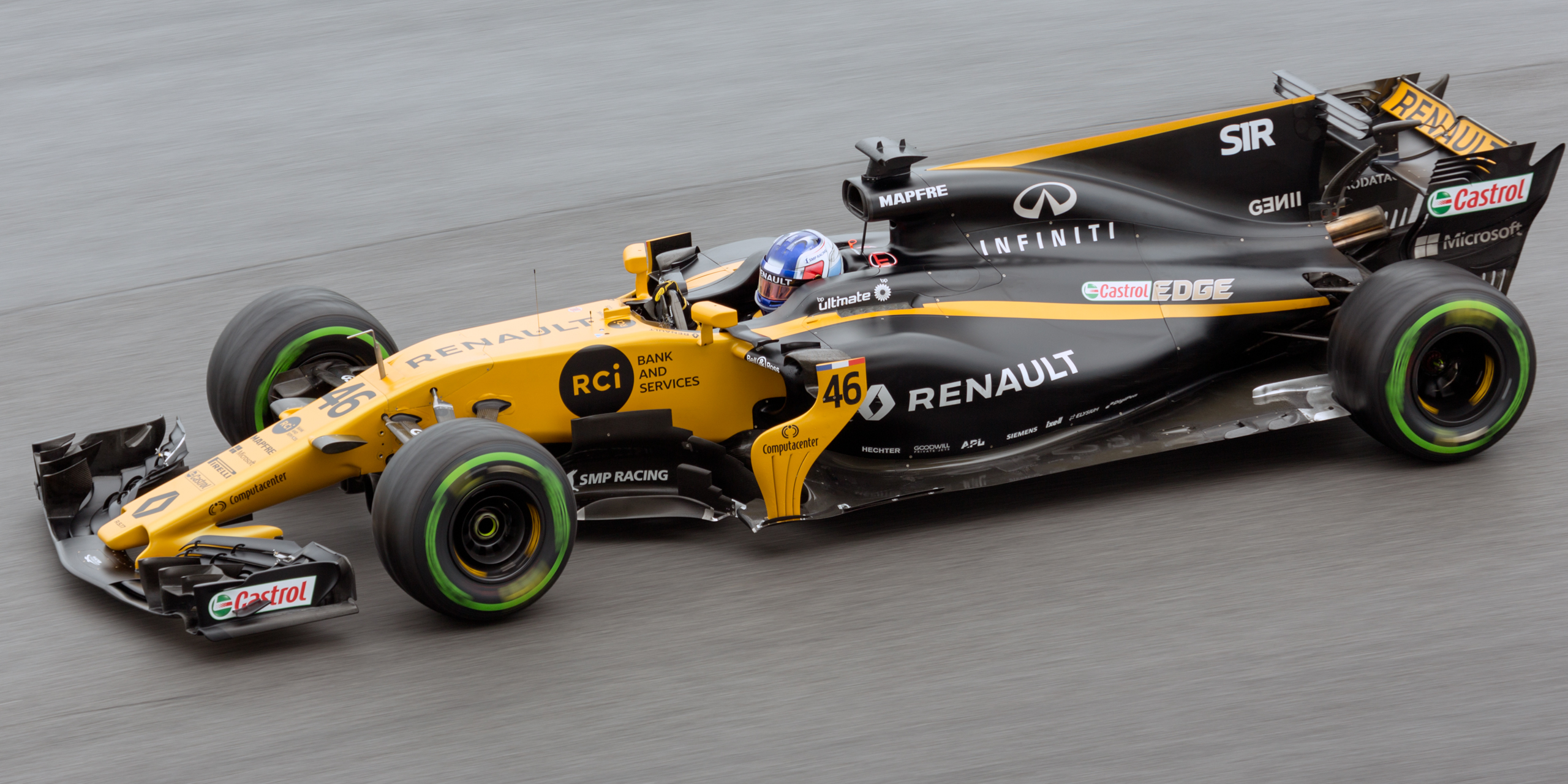
Sergey Sirotkin lors des essais libres du Grand Prix de Malaisie 2017, au volant de la Renault R.S.17.

En 2016, Sergey Sirotkin rejoint ART Grand Prix et fait figure de favori pour succéder à Stoffel Vandoorne, champion en 2015. Dans le même temps, il est nommé pilote d'essai par Renault F1 Team et prend de nouveau part à la première séance d'essais libres à Sotchi.
Son début de saison se passe mal car il abandonne trois fois en quatre courses, malgré une pole position à Monaco. Sergey Sirotkin inscrit ses premiers points sur le nouveau circuit urbain de Bakou, où il termine deuxième puis troisième. Il s'élance une nouvelle fois depuis la pole position sur le Red Bull Ring mais termine douzième le samedi et sixième le lendemain. Il se rattrape lors du meeting suivant en Hongrie où il termine troisième de la course longue et remporte la course sprint, pour obtenir sa première victoire de la saison. Il connaît un excellent week-end à Hockenheim puisqu'il domine les qualifications en décrochant la pole position, puis en remportant la course longue malgré deux arrêts aux stands, en réalisant en prime le meilleur tour en course. Il termine deuxième de la course sprint et se retrouve en tête du championnat après quatorze courses, à égalité avec Pierre Gasly. Il connaît ensuite un passage à vide où il ne marque que deux points en quatre courses, avant de retrouver le podium à Sepang. Grâce à deux solides résultats à Yas Marina, Sirotkin récupère la troisième place finale après la dernière course de la saison, aux dépens de Raffaele Marciello.
Si Sergey Sirotkin quitte le GP2 en 2017, il conserve son poste chez Renault. Une nouvelle fois, il roule en essais libres le vendredi matin à Sotchi. Avec SMP Racing, il prend part aux 24 Heures du Mans 2017 dans la catégorie LMP2. Avec ses compatriotes Mikhaïl Alechine et Viktor Shaytar, il boucle 330 tours et se classe trente-troisième du classement général. Il retrouve l'écurie ART Grand Prix en Formule 2 pour la manche de Bakou où il remplace Alexander Albon, blessé à la clavicule. Il termine dixième le samedi et cinquième le dimanche et inscrit donc sept points.

### 2018: une année titulaire en Formule 1 avec Williams

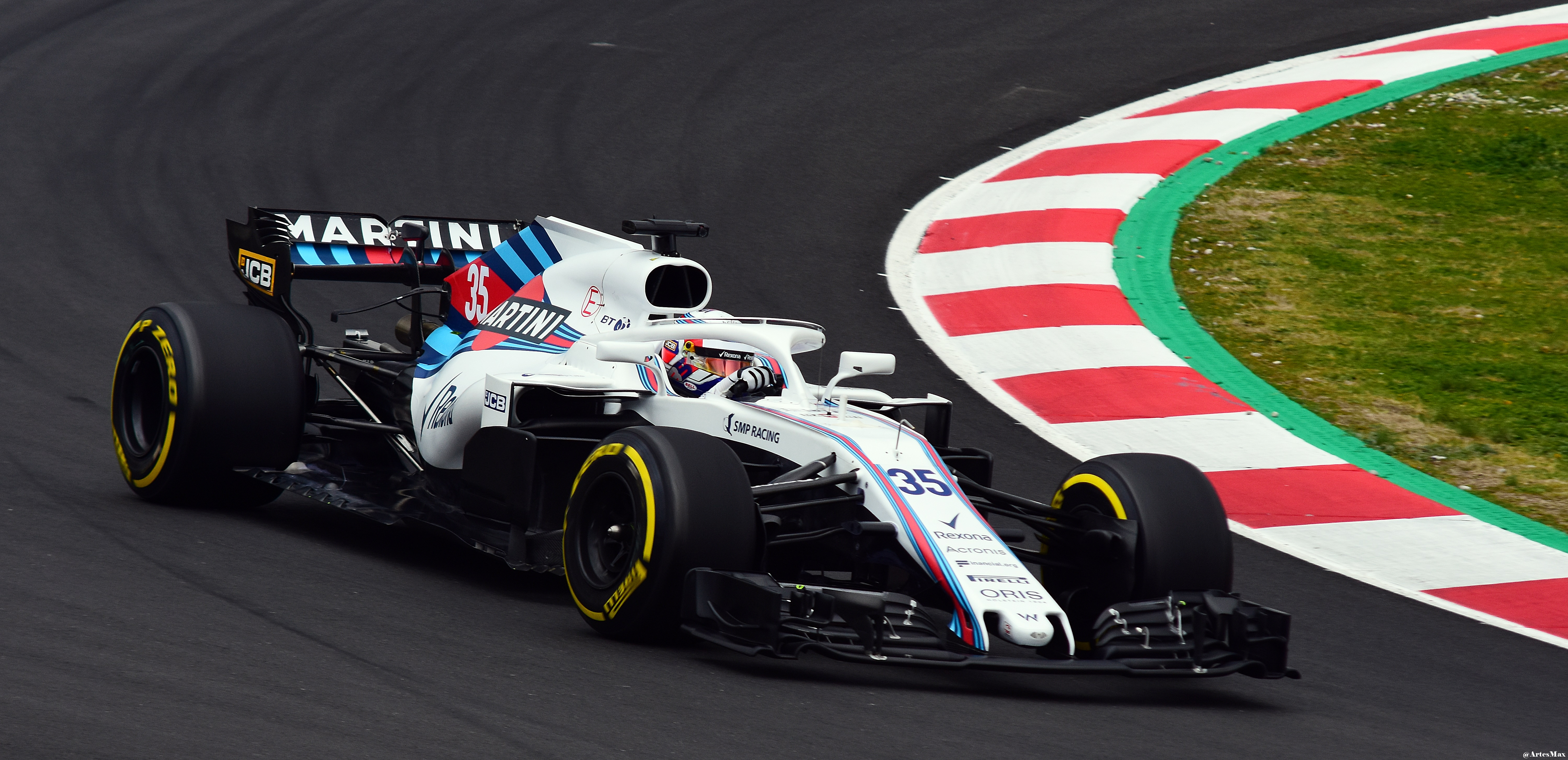
Sergey Sirotkin à bord de la Williams FW41 lors des essais hivernaux à Barcelone.

En fin d'année 2017, il participe aux essais organisés par Pirelli à Abou Dabi avec Williams F1 Team. En concurrence avec le revenant polonais Robert Kubica, Sergey Sirotkin est finalement titularisé par Williams aux côtés de Lance Stroll le 16 janvier 2018. Il devient le troisième pilote russe de l'histoire de la Formule 1 après Vitaly Petrov et Daniil Kvyat. 
Pour son premier Grand Prix, à Melbourne, il abandonne après seulement quatre tours, à cause d'un problème de freins. Au volant d'une médiocre FW41, sa première moitié de saison reste anonyme ; il atteint néanmoins la Q2 à trois reprises. Onzième à l'arrivée du Grand Prix d'Italie, il profite de la disqualification de Romain Grosjean après la course pour marquer le premier et unique point de sa carrière en Formule 1. Il se classe 20e et dernier du championnat.
Le 22 novembre 2018, Williams annonce la titularisation de Robert Kubica pour la saison 2019, ce qui laisse Sergey Sirotkin sans volant.

### 2019: retour chez Renault en tant que troisième pilote et retour en endurance
En décembre 2018, à Jerez, il prend part aux essais de DTM avec Audi. En janvier 2019, Mahindra lui confie le volant de sa monoplace de Formule E à l'occasion des tests réservés aux rookies sur le circuit de Marrakech. Dans le même temps, il remplace Matevos Isaakyan chez SMP Racing en catégorie LMP1, et rejoint Stéphane Sarrazin et Egor Orudzhev. Il participe en juin aux 24 Heures du Mans mais la voiture ne voit pas la ligne d'arrivée.
Sergey Sirotkin retrouve ensuite le poste de troisième pilote chez Renault F1 Team, qu'il occupait déjà en 2016 et 2017. À partir du Grand Prix de France, il devient également le troisième pilote de McLaren.
En début d'année 2020, il effectue un bref retour en Formule 2, en participant aux essais de pré-saison pour son ancienne équipe ART Grand Prix, remplaçant au pied levé le titulaire Christian Lundgaard, placé en quarantaine à cause de l'épidémie de Covid-19.
Il est conservé en tant que pilote de réserve par Renault F1 Team pour la saison 2020 de Formule 1.

## Carrière avant la Formule 1

### Résultats en karting
| Saison | Championnat                                | Équipe              | Position |
| ------ | ------------------------------------------ | ------------------- | -------- |
| 2008   | Viking Trophy - KF3                        | Ward Racing         | 27e      |
| 2008   | WSK International Series - KF3             | Ward Racing         | 12e      |
| 2008   | Silver Cup - KF3                           |                     | 11e      |
| 2008   | Göteborgs Stora Pris - KF3                 |                     | Champion |
| 2008   | CIK-FIA Championnat d'Asie-Pacifique - KF3 | Tony Kart Junior RT | 11e      |
| 2008   | CIK-FIA Monaco Kart Cup - KF3              | Ward Racing         | 11e      |
| 2009   | Championnat d'Allemagne - Junior           | Ward Racing         | 20e      |
| 2009   | South Garda Winter Cup - KF3               | Tony Kart Junior RT | 16e      |
| 2009   | Trofeo Andrea Margutti - KF3               |                     | 32e      |
| 2009   | WSK International Series - KF3             |                     | 22e      |
| 2009   | CIK-FIA Viking Trophy - KF3                | Ward Racing         | 3e       |
| 2009   | CIK-FIA Coupe du monde - KF3               | Ward Racing         | 26e      |
| 2010   | Winter Cup - KF2                           | Energy Corse        | 16e      |
| 2010   | Viking Trophy - KF2                        | Ward Racing         | 4e       |
| 2010   | CIK-FIA Championnat d'Europe - KF2         | Ward Racing         | 54e      |

### Résultats en monoplace
| Saison | Championnat                                              | Écurie                    | Courses         | Victoires       | Pole positions  | Meilleurs tours | Podiums         | Points          | Classement      |
| ------ | -------------------------------------------------------- | ------------------------- | --------------- | --------------- | --------------- | --------------- | --------------- | --------------- | --------------- |
| 2010   | Championnat d'Italie de Formule Abarth                   | Jenzer Motorsport         | 6               | 0               | 0               | 0               | 0               | 12              | 18e             |
| 2011   | Championnat d'Europe de Formule Abarth                   | Jenzer Motorsport         | 14              | 5               | 1               | 3               | 10              | 175             | Champion        |
| 2011   | Championnat d'Europe de Formule Abarth                   | Euronova Racing by Fortec | 14              | 5               | 1               | 3               | 10              | 175             | Champion        |
| 2011   | Championnat d'Italie de Formule Abarth                   | Jenzer Motorsport         | 14              | 2               | 1               | 1               | 9               | 136             | 2e              |
| 2011   | Championnat d'Italie de Formule Abarth                   | Euronova Racing by Fortec | 14              | 2               | 1               | 1               | 9               | 136             | 2e              |
| 2012   | Auto GP                                                  | Euronova Racing           | 14              | 2               | 1               | 5               | 9               | 175             | 3e              |
| 2012   | Championnat d'Italie de Formule 3 (cat. European Series) | Euronova Racing by Fortec | 24              | 2               | 0               | 1               | 5               | 166             | 5e              |
| 2012   | Championnat d'Italie de Formule 3                        | Euronova Racing by Fortec | 18              | 0               | 0               | 0               | 6               | 116             | 5e              |
| 2013   | Formula Renault 3.5 Series                               | ISR Racing                | 15              | 0               | 0               | 0               | 2               | 61              | 9e              |
| 2014   | Formule 1                                                | Sauber F1 Team            | Pilote d'essais | Pilote d'essais | Pilote d'essais | Pilote d'essais | Pilote d'essais | Pilote d'essais | Pilote d'essais |
| 2014   | Formula Renault 3.5 Series                               | Fortec Motorsport         | 17              | 1               | 1               | 0               | 4               | 132             | 4e              |
| 2015   | GP2 Series                                               | Rapax Team                | 21              | 1               | 1               | 1               | 5               | 139             | 3e              |
| 2016   | Formule 1                                                | Renault Sport F1 Team     | Pilote d'essais | Pilote d'essais | Pilote d'essais | Pilote d'essais | Pilote d'essais | Pilote d'essais | Pilote d'essais |
| 2016   | GP2 Series                                               | ART Grand Prix            | 22              | 2               | 3               | 3               | 7               | 159             | 3e              |
| 2017   | Formule 1                                                | Renault Sport F1 Team     | Pilote d'essais | Pilote d'essais | Pilote d'essais | Pilote d'essais | Pilote d'essais | Pilote d'essais | Pilote d'essais |
| 2017   | Formule 2                                                | ART Grand Prix            | 2               | 0               | 0               | 0               | 0               | 9               | 19e             |

Note : certaines courses sont communes à plusieurs championnats.

## Résultats en championnat du monde de Formule 1
| Saison | Écurie                  | Châssis       | Moteur                    | Pneus   | GP disputés | Pole positions | Victoires | Podiums | Meilleurs tours | Dans les points | Abandons | Points inscrits | Classement |
| ------ | ----------------------- | ------------- | ------------------------- | ------- | ----------- | -------------- | --------- | ------- | --------------- | --------------- | -------- | --------------- | ---------- |
| 2018   | Williams Martini Racing | Williams FW41 | Mercedes V6 turbo hybride | Pirelli | 21          | 0              | 0         | 0       | 0               | 1               | 3        | 1               | 20e        |

| Saison | Écurie                  | Châssis       | Moteur                                  | Pneus | 1        | 2       | 3       | 4        | 5       | 6       | 7       | 8       | 9       | 10      | 11       | 12      | 13      | 14      | 15      | 16      | 17      | 18      | 19      | 20      | 21      | Classement | Points inscrits |
| ------ | ----------------------- | ------------- | --------------------------------------- | ----- | -------- | ------- | ------- | -------- | ------- | ------- | ------- | ------- | ------- | ------- | -------- | ------- | ------- | ------- | ------- | ------- | ------- | ------- | ------- | ------- | ------- | ---------- | --------------- |
| 2018   | Williams Martini Racing | Williams FW41 | Mercedes V6 turbo hybride M09 EQ Power+ | P     | AUS Abd. | BAH 15e | CHI 15e | AZE Abd. | ESP 14e | MON 16e | CAN 17e | FRA 15e | AUT 13e | GBR 14e | ALL Abd. | HON 16e | BEL 12e | ITA 10e | SIN 19e | RUS 18e | JAP 16e | USA 13e | MEX 13e | BRÉ 16e | ABU 15e | 20e        | 1               |

Légende : ici 

## Résultats aux 24 Heures du Mans
| Année | Équipe     | no | Châssis            | Moteur                  | Pneus    | Catégorie | Équipiers                       | Tours | Résultat |
| ----- | ---------- | -- | ------------------ | ----------------------- | -------- | --------- | ------------------------------- | ----- | -------- |
| 2017  | SMP Racing | 27 | Dallara P217       | Gibson GK428 4,2 l V8   | Dunlop   | LMP2      | Mikhaïl Alechine Viktor Shaytar | 330   | 33e      |
| 2019  | SMP Racing | 17 | BR Engineering BR1 | AER P60B 2,4 l Turbo V6 | Michelin | LMP1      | Egor Orudzhev Stéphane Sarrazin | 163   | Abandon  |